# Seul (X-Files)
Pour les articles homonymes, voir Alone.
Seul (Alone) est le 19e épisode de la saison 8 de la série télévisée X-Files. Dans cet épisode, Doggett fait équipe avec Leyla Harrison, une nouvelle recrue enthousiaste mais inexpérimentée, et tous deux sont piégés par une créature reptilienne.
L'épisode, qui marque les débuts à la réalisation du scénariste Frank Spotnitz, a recueilli des critiques globalement favorables.

## Résumé
À Ellicott, dans l'État de New York, Arlen Sacks est tué par une créature qui vaporise du venin sur ses victimes, et son fils Gary est porté disparu. Au siège du FBI, Scully part en congé de maternité et donne à Doggett le médaillon d'Apollo 11 que lui avait offert Mulder. Doggett ne reste toutefois pas seul bien longtemps car il rencontre peu après Leyla Harrison, sa nouvelle partenaire. Tous les deux partent enquêter sur le meurtre de Sacks. Doggett apprend rapidement qu'Harrison, qui s'est portée volontaire pour être affectée au bureau des affaires non classées, n'a rien d'un agent de terrain. Elle était jusqu'alors au service comptabilité et, en tant qu'admiratrice de Mulder et Scully, elle a une connaissance encyclopédique des affaires sur lesquelles ils ont travaillé.
Les deux agents recueillent un échantillon de venin et suivent des traces qui les mènent à un manoir isolé. Pendant que Doggett inspecte l'intérieur, Harrison est attaquée par la créature devant la porte. Entendant des coups de feu, Doggett part à la recherche de sa partenaire et tombe dans une trappe dissimulée dans l'herbe. Dans les tunnels au-dessous du manoir, Doggett est aspergé de venin, ce qui affecte sa vision. Il retrouve Harrison, elle aussi aveuglée par le venin, ainsi que Gary Sacks, qui se trouve dans un état grave. Pendant ce temps, Scully, qui a appris la disparition de Doggett, pratique une autopsie du corps d'Arlen Sacks. Recoupant ses informations avec elle, Mulder part pour Ellicott, où des recherches dirigées par Skinner n'ont rien donné. Mulder fouine dans les alentours du manoir et rencontre le propriétaire des lieux, le biologiste Herman Stites, qu'il soupçonne d'être impliqué dans l'affaire après avoir trouvé dans l'herbe le médaillon d'Apollo 11.
Scully découvre que le venin attaque d'abord les yeux mais liquéfie ensuite les organes internes des victimes. Elle apprend également que Stites est un spécialiste des reptiles. Pendant la nuit, Mulder, posté devant le manoir, aperçoit la créature reptilienne. À l'insu de tous, celle-ci s'avère être Stites. Mulder demande à Stites d’arrêter de protéger ce qu'il pense être sa création et de libérer Doggett et Harrison. Stites feint d’accepter et guide Mulder dans les tunnels jusqu'aux agents avant de se transformer. Néanmoins, Doggett, sur les indications de Mulder, réussit à l'abattre. Plus tard, Mulder et Scully rendent visite à Doggett et Harrison, qui se remettent à l'hôpital. Mulder veut rendre le médaillon à Doggett mais celui-ci insiste pour qu'il le donne plutôt à Harrison, qui va être transférée dans un autre service.

## Distribution
- David Duchovny : Fox Mulder
- Gillian Anderson : Dana Scully
- Robert Patrick : John Doggett
- Mitch Pileggi : Walter Skinner
- Jolie Jenkins : Leyla Harrison
- Jay Caputo : l'homme-salamandre
- Tony Ketcham : Gary Sacks
- Zach Grenier : Herman Stites

## Production
Frank Spotnitz, le scénariste de l'épisode, se charge également, et pour la première fois, de la réalisation. Il n'était pas prévu initialement qu'il soit aussi le réalisateur mais David Duchovny l'encourage à faire ses débuts à cette occasion en lui rappelant que c'est le dernier épisode « monstre de la semaine » dans lequel son personnage apparaîtra. Duchovny insiste par ailleurs pour que son personnage n'apporte pas toutes les réponses mais se trompe dans son hypothèse. Le personnage de Leyla Harrison est baptisée ainsi en hommage à une fan de la série morte d'un cancer quelques mois plus tôt. 
Le scénario inclut plusieurs références à des épisodes antérieurs de la série : la pièce de monnaie de l'épisode Zone 51 apparaît, tout comme le collier de Queequeg, le chien de Scully, et le médaillon d'Apollo 11 dont Mulder fait cadeau à Scully dans l'épisode Tempus fugit. Leyla Harrison fait également référence à Tooms, aux extraterrestres de l'épisode Le Commencement et aux créatures de l'épisode Détour, alors que Doggett trouve dans le manoir un livre dont le titre est La Sixième Extinction. Enfin, dans la dernière scène, Harrison demande à Mulder et Scully comment ils ont réussi à rentrer en Amérique après s'être échappés du vaisseau spatial en Antarctique dans le premier film tiré de la série. La première version de l'épisode est trop longue de neuf minutes et doit donc subir plusieurs coupures au montage, dont plusieurs scènes du personnage de Walter Skinner.

## Accueil

### Audiences
Lors de sa première diffusion aux États-Unis, l'épisode réalise un score de 7,5 sur l'échelle de Nielsen, avec 11 % de parts de marché, et est regardé par 12,7 millions de téléspectateurs. La promotion télévisée de l'épisode est réalisée avec le slogan « Don't watch it alone. Half man. Half reptile. Pure terror » (en français « Ne le regardez pas seul. Mi-homme. Mi-reptile. Terreur pure »).

### Accueil critique
L'épisode obtient des critiques globalement favorables. Le site Le Monde des Avengers lui donne la note de 4/4. Zack Handlen, du site The A.V. Club, lui donne la note de A-. John Keegan, du site Critical Myth, lui donne la note de 7/10. Dans leur livre sur la série, Robert Shearman et Lars Pearson lui donnent la note de 3,5/5.
Parmi les critiques négatives, Paula Vitaris, de Cinefantastique, lui donne la note de 1/4.